# セグロイナゴ
セグロイナゴ（背黒稲子、Shirakiacris shirakii）は、バッタ目バッタ科に分類される中型のイナゴ。セグロバッタ（背黒飛蝗）ともいう。色彩や素早い行動が特徴。

## 形態
体長オス約3センチ、メス約4センチ。
体色は灰色がかった薄茶色を基調とする。イナゴ科の特徴として前胸の腹側に突起（のどぼとけ）がある。
複眼には6本の縦筋が走っている。前胸背面には和名の由来となった黒褐色の大きな紋があり、その両側縁には淡黄色の縁取りがある。
羽は灰色がかった薄い褐色で濃い褐色の斑点がある。この斑点は産地や個体によって差がある。

## 生態
自然度が高く、適度に管理が行き届いた草原に生息し、やや草丈の低いイネ科の群落を好む。幼虫、成虫ともに動作はすさまじく敏捷で、危険を感じると草丈の高い方に飛んで逃げ込む。成虫はそれに飛翔能力が加わる。しばしば何故か食草ではないクズやセイタカアワダチソウの深い群落に多くの個体が静止しているが、これは逃げ場の確保が目的であると考えられる。
食草は多くのバッタ、イナゴと同じくイネ科の草本。年2化発生するヒナバッタの1化目の個体群が寿命を迎える頃、セグロイナゴの大きく育った幼虫の姿が目立つようになってくる。
イナゴ科ではあるが、バッタ科のトノサマバッタ等のように、同種の死骸や衰弱個体を食べる若干の共食いの性質を持つ。
甲虫のクロカナブン等と同様、昭和の頃までは全くの普通種だった昆虫であるが、平成に入って激減した。各地で絶滅が心配されている種類の一つ。